# Pippinoides
Pippinoides es un género de foraminífero bentónico considerado un sinónimo posterior de Miliolinella de la subfamilia Miliolinellinae, de la familia Hauerinidae, de la superfamilia Milioloidea, del suborden Miliolina y del orden Miliolida. Su especie tipo era Pippinoides perplexa. Su rango cronoestratigráfico abarcaba el Holoceno.

## Clasificación
Pippinoides incluía a la siguiente especie:
- Pippinoides perplexa